# Seduction (Boney James)
Seduction è il terzo album in studio del sassofonista statunitense Boney James, pubblicato nel 1995.

## Tracce
1. Camouflage – 5:17
2. Got It Goin' On – 5:11
3. Lights Down Low – 4:31
4. Seduction – 5:26
5. Washington Bridge – 5:32
6. Without a Doubt – 4:37
7. Sara Smile – 3:31
8. Second Nature – 5:18
9. Ain't No Sunshine – 3:56